# Кастел деј Брити (Болоња)
Кастел деј Брити (итал. Castel dei Britti) је насеље у Италији у округу Болоња, региону Емилија-Ромања.
Према процени из 2011. у насељу је живело 411 становника. Насеље се налази на надморској висини од 99 м.